# 220 (dal)
A 220 az orosz t.A.T.u duó dala a Veszjolije ulibki (Vidám mosolyok) albumról. Utalással a 220 volt hálózati feszültségre. Premierje 2008 márciusában volt, de hivatalosan csak áprilisban adták ki. A dalt Moszkvában (Bonum Studio) és Londonban (Sarm West Studio)-ban vették fel.

## Értékelések
| Ország                       | Helyezés |
| ---------------------------- | -------- |
| Poland VIVA Top Hit 10       | 1        |
| Poland MTV Top Hot Chart 10  | 1        |
| Russian Airplay Chart        | 57       |
| Russia Billboard Sales Chart | 22       |

## Fordítás
Ez a szócikk részben vagy egészben  a(z)   220 (song) című angol Wikipédia-szócikk fordításán alapul.  Az eredeti cikk szerkesztőit annak laptörténete sorolja fel. Ez a jelzés csupán a megfogalmazás eredetét és a szerzői jogokat jelzi, nem szolgál a cikkben szereplő információk forrásmegjelöléseként.

## Külső hivatkozások
- 220. YouTube